# Laïssa Armelle Pamou
Laïssa Armelle Pamou, née le 19 novembre 1994 à Douala, au Cameroun, est une figure médiatique camerounaise (journaliste, animatrice, auteure, scénariste). En 2024, elle travaille au sein de CBC/Radio-Canada au Manitoba. Elle publie un roman et un recueil de poésies.

## Biographie

### Débuts et formation
Laïssa Armelle Pamou naît le 19 novembre 1994 à Douala, au Cameroun. Elle fait ses débuts dans la présentation et l'animation de programmes télévisés au Cameroun, pendant ses études secondaires. Elle part au Canada où elle intègre l'université de Saint-Boniface. Elle y obtient un baccalauréat en administration des affaires comme major de sa promotion. Au cours de ces études, elle découvre les différents aspects de la communauté universitaire, comme étudiante, résidente et employée.

### Carrière
Elle est engagée dans la création et la présentation de contenus à Radio-Canada, dans la province du Manitoba, contribuant à la diffusion d'informations culturelles, sociales et politiques au Canada. Elle fait partie de l'équipe du Téléjournal-Manitoba, un programme d'actualités qui aborde des sujets provinciaux, nationaux et internationaux, ainsi que des événements culturels et sportifs.
Elle est aussi scénariste du court-métrage Restoration: a refugee's story (2017).

## Publications

### Magazine
- La littérature au service de l’éveil des consciences, publication annuelle, 20 avril 2021[7].

### Roman
- Madiba : roman, Saint-Denis, Edilivre, 2020, 164 p. (ISBN 9782414482726 et 2414482729, OCLC 1389171726, BNF 46967549, lire en ligne)[8].

### Poésie
- Les maux au cœur d'un cahier intime : poèmes, Saint-Denis, Édilivre, 2020, 88 p. (ISBN 9782414482696 et 2414482699, OCLC 1389157984, BNF 46967451, lire en ligne).